# Ampula
Ampúla je zataljen steklen ali plastičen vsebnik z značilnim zoženim vratom za parenteralne farmacevtske oblike, navadno injekcije. Vrat ampule je treba pred odvzemom zdravila iz nje odlomiti. Ampule so primeren vsebnik za enoodmerne tekoče farmacevtske oblike, zlasti če sestavine vsebine zahtevajo zaščito pred onesnaženjem iz okolja oziroma pred stikom z zrakom. Vsebina ampule je neprodušno zaprta; prostor nad gladino vsebine v vratu ampule je lahko napolnjen z inertnim plinom, tako da vsebina ni v stiku z zrakom.